# Earth Similarity Index

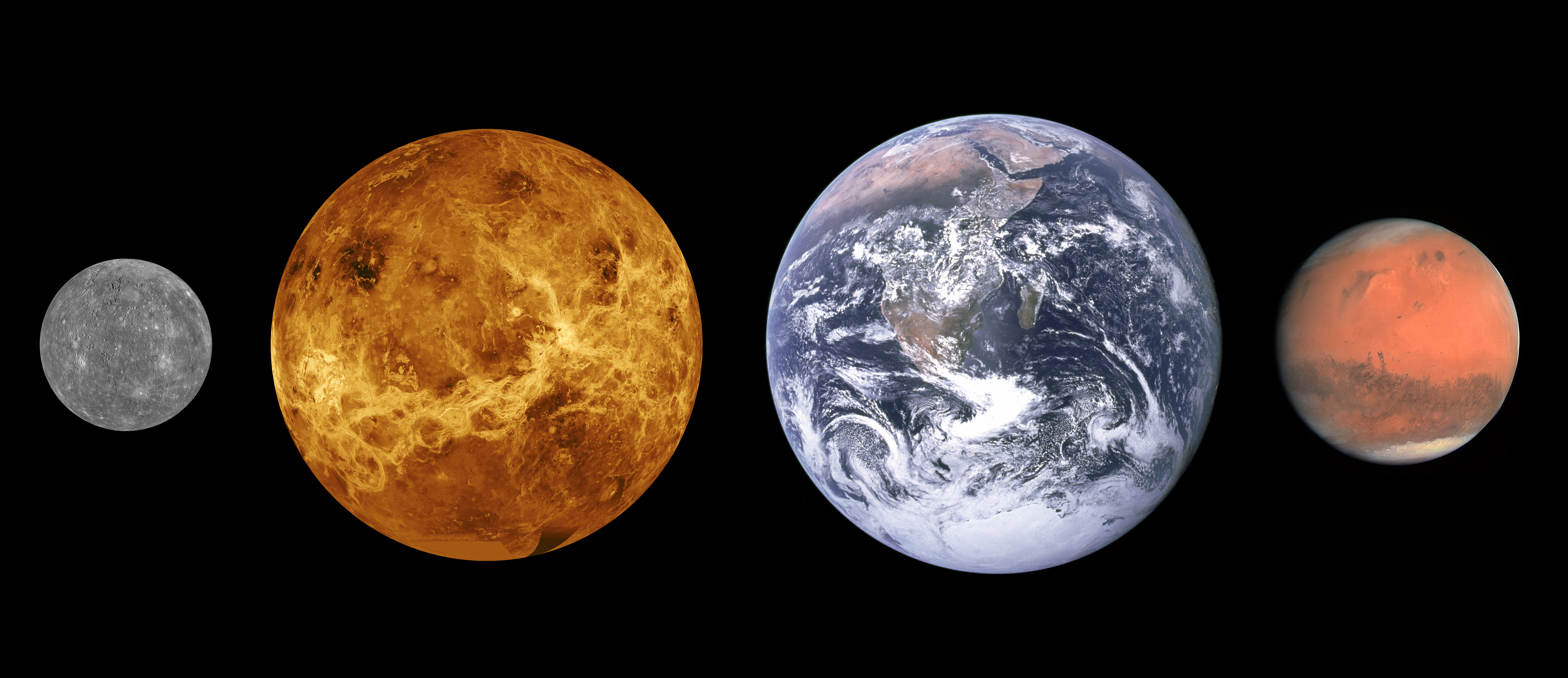
Inre planeterna av vårt solsystem har relativt höga ESI's- Merkurius (0,596), Venus (0.444), Jorden (1,00), och Mars (0,797).

Earth Simularity Index (även ESI) är en skala avsedd för karaktärisera hur lik jorden en planet eller måne är. Skalan går från noll till ett, där jorden har värdet ett. Värdet på ESI har dock ingen direkt innebörd vad gäller planeters beboelighet. 

## Beskrivning
Earth Simularity Index beskrevs först 2011 i en artikel i tidskriften Astrobiology, och bygger på data avseende radie, densitet, flykthastighet och yttemperatur. Abel Méndez på University of Puerto Rico at Arecibo, en av medförfattarna till Astrobiology-artikeln 2011, har publicerat beräkningar av ESI för många himlakroppar. Méndez:s ESI beräknas som: 
{\displaystyle {\mathsf {ESI}}=\prod _{i=1}^{n}\left(1-{\Big \vert }{\frac {x_{i}-x_{i0}}{x_{i}+x_{i0}}}{\Big \vert }\right)^{\frac {w_{i}}{n}}}
där {\displaystyle x_{i}} och {\displaystyle x_{i0}} är egenskaper hos himlakroppen respektive jorden, {\displaystyle w_{i}} är den viktade exponenten för respektive egenskap, och {\displaystyle n} är det totala antalet egenskaper som ingår i ESI-beräkningen. Vikten för respektive egenskap, {\displaystyle w_{i}} är en fri parameter som kan väljas för att betona vissa egenskaper framför andra. Det finns även andra beräkningar av ESI än de som publicerats av Méndez.

## Lista av exempel
De exempel som listas är delvis baserade på Méndez:s ESI-beräkningar och delvis på andra beräkningar.

### ESI: mellan 1,00 och 0,50
| Himlakropp         | Status       | ESI  | Noter                                                                                       |
| ------------------ | ------------ | ---- | ------------------------------------------------------------------------------------------- |
| Jorden             | Ej exoplanet | 1.00 | Referensvärde                                                                               |
| Trappist-1e        | bekräftad    | 0.95 | Har förmodligen en bunden rotation runt sin stjärna                                         |
| Gliese 581g        | tveksamt     | 0.92 |                                                                                             |
| Kepler-438b        | bekräftad    | 0.88 |                                                                                             |
| Proxima Centauri b | bekräftad    | 0.87 | Närmsta exoplaneten                                                                         |
| Kepler-442b        | bekräftad    | 0.87 |                                                                                             |
| Gliese 667 Cc      | bekräftad    | 0.84 | Har förmodligen en bunden rotation runt sin stjärna                                         |
| Gliese 832 c       | bekräftad    | 0.81 | Har förmodligen en bunden rotation runt sin stjärna. Är förmodligen Venus-lik och obeboelig |
| Wolf 1061 c        | bekräftad    | 0.79 | Har förmodligen en bunden rotation runt sin stjärna.                                        |
| Tau Ceti e         | obekräftad   | 0.78 |                                                                                             |
| Gliese 667 Cf      | tveksamt     | 0.77 |                                                                                             |
| Kepler-1229b       | bekräftad    | 0.73 |                                                                                             |
| Trappist-1f        | bekräftad    | 0.68 | Har förmodligen en bunden rotation runt sin stjärna                                         |
| Kepler-62f         | bekräftad    | 0.67 |                                                                                             |
| Kepler-186f        | bekräftad    | 0.61 |                                                                                             |
| Gliese 667 Ce      | tveksamt     | 0.60 |                                                                                             |
| Merkurius          | bekräftad    | 0.59 | I vårt solsystem                                                                            |
| Kepler-174d        | bekräftad    | 0.57 |                                                                                             |
| Månen              | bekräftad    | 0.56 | Satellit till jorden                                                                        |
| KOI-4356.01        | obekräftad   | 0.55 |                                                                                             |

### ESI: 0.50 till 0.00
| Himlakropp       | Status    | ESI  | Noter                                           |
| ---------------- | --------- | ---- | ----------------------------------------------- |
| Venus            | bekräftad | 0.44 | I vårt solsystem                                |
| Gliese 1214b     | bekräftad | 0.42 | Tros vara täkt helt eller nästan helt av vatten |
| Kepler-20e       | bekräftad | 0.29 | Är förmodligen Venus eller Merkurius-lik        |
| Gliese 581 c     | bekräftad | 0.24 | Har en bunden rotation runt sin stjärna         |
| Gliese 581 e     | bekräftad | 0.16 | Har en bunden rotation runt sin stjärna         |
| EPIC 211945201 b | bekräftad | 0.14 | Gasjätte                                        |